# Anthems to the Welkin at Dusk
| 전문가 평가         | 전문가 평가 |
| 평가 점수           | 평가 점수   |
| 출처                | 점수        |
| ------------------- | ----------- |
| AllMusic            | [ 1 ]       |
| Chronicles of Chaos | 8.5/10      |
| Sputnikmusic        | [ 3 ]       |

《Anthems to the Welkin at Dusk》는 노르웨이의 심포닉 블랙 메탈 밴드 엠퍼러의 두 번째 스튜디오 음반이다. 1997년 5월 19일 캔들라이트 레코드와 센추리 블랙을 통해 발매되었다.

## 배경
이 음반은 노르웨이 베르겐의 그리그 홀에서 녹음되었다.
〈Ye Entrancemperium〉의 첫 번째 기타 리프는 이름이 알려지지 않은 메이헴 노래에서 가져왔다. 이와 같이, 메이헴의 기타리스트 유러니머스는 비록 음반이 쓰여지고 녹음되기 3년 전에 살해당했지만, 라이너 노트에 녹음되어 있다. 이 미완성 트랙의 녹음은 메이헴의 해적판 《Ha Elm Zalag》에서 찾을 수 있다.

## 발매
1996년, 〈The Loss and Curse of Reverence〉라는 곡이 포함된 EP 《Reverence》가 음반의 티저로 공개되었다. 《Anthems to the Welkin at Dusk》는 1997년 7월 8일 캔들라이트 레코드를 통해 공개되었다. 발매 당시 핀란드 음반 차트에서 28위에 올랐다.
밴드의 이전 음반인 《In the Nightside Eclipse》와는 대조적으로 《Anthems to the Welkin at Dusk》는 키보드 사용을 줄이고 노래와 블래스트 비트 스타일의 드럼 작업으로 더 빠르고 기타 중심의 공연을 선보인다. 음반의 음악적 접근 방식은 뒷면에 "엠퍼러는 세련된 블랙 메탈 아트를 독점적으로 수행한다"라는 인용구와 함께 설명되어 있다. 또한 음반의 서정적인 테마는 자연과 사탄적인 요소에서 벗어나 더 신비로운 테마를 통합하기 시작했다.

## 곡 목록
| #  | 제목                                | 작사·작곡                | 재생 시간 |
| -- | ----------------------------------- | ------------------------ | --------- |
| 1. | 〈Alsvartr (The Oath)〉             | 이샨                     | 4:18      |
| 2. | 〈Ye Entrancemperium〉              | 이샨, 새모스, 유러니머스 | 5:14      |
| 3. | 〈Thus Spake the Nightspirit〉      | 이샨                     | 4:30      |
| 4. | 〈Ensorcelled by Khaos〉            | 이샨, 새모스             | 6:39      |
| 5. | 〈The Loss and Curse of Reverence〉 | 이샨, 새모스             | 6:09      |
| 6. | 〈The Acclamation of Bonds〉        | 이샨, 새모스             | 5:54      |
| 7. | 〈With Strength I Burn〉            | 이샨, 새모스             | 8:17      |
| 8. | 〈The Wanderer〉                    | 새모스                   | 2:54      |